# 湖南蒲儿根
湖南蒲儿根（学名：Sinosenecio hunanensis）为菊科蒲儿根属的植物，是中国的特有植物。分布在中国大陆的湖南等地，一般生于山坡林缘，目前尚未由人工引种栽培。
其种加词“hunanensis”意为“湖南的”。

## 异名
- Senecio hunanensis Ling